# Cancer Alley
Cancer Alley (deutsch etwa ‚Krebsgasse‘) wird ein Abschnitt des Mississippi im US-Bundesstaat Louisiana genannt, der auf beiden Seiten durch eine enorme Dichte an Industrieunternehmen, insbesondere der Petrochemie, geprägt ist. Bei der Produktion werden Karzinogene freigesetzt. Gleichzeitig weist Louisiana seit langem höhere Inzidenz- und Sterblichkeitsraten bei Krebserkrankungen als die USA im Ganzen auf. Hier wird ein Zusammenhang vermutet und seit geraumer Zeit untersucht.

## Industrieller Ballungsraum
In Folge seiner großen Öl- und Gasvorkommen im Golf von Mexiko sowie von Zukäufen erheblicher Mengen Gas und Öl aus anderen US-Bundesstaaten und fremden Ländern weist Louisiana die höchste Konzentration von Öl-, Erdgas- und petrochemischen Anlagen in der westlichen Hemisphäre auf. Entlang des Mississippi-Deltas finden daher nicht nur alle Schritte der Rohölverarbeitung statt. Aus den dabei entstehenden Produkten und aus den Rückständen dieser Produktion werden mehr als 6000 weitere verschiedene Produkte hergestellt.
Die Cancer Alley genannte Region erstreckt sich entlang des Mississippi-Deltas zwischen den Städten Baton Rouge im Norden und New Orleans im Süden auf einer Strecke von ca. 140 km. In der Region haben sich u. a. mehr als 150 Betriebe der petrochemischen Industrie angesiedelt. Darunter befinden sich 18 aktive und vier weitere, derzeit nicht in Betrieb befindliche Erdölraffinerien. Gemessen an ihrer Verarbeitungskapazität zählen drei der aktiven Erdölraffinerien zu den zehn größten der USA. Im Jahr 2019 verarbeiteten alle in der Cancer Alley ansässigen Erdölraffinerien zusammen täglich 3,99 Millionen Barrel Rohöl. Die Gegend stellt damit eines der größten operativen Zentren der öl- und gasverarbeitenden Industrie weltweit dar. Sie wurde auch unter dem Namen „Petrochemical America“ bekannt. Für viele der Raffinerien wie auch der weiterverarbeitenden Anlagen sind weitere Expansionen „im Wert von Milliarden Dollar“ geplant. Zu diesen zählt u. a. das umstrittene „Sunshine project“ der in Taiwan ansässigen Formosa Plastics Group. Seit 2018 errichtet sie einen weiteren petrochemischen Industriekomplex, der einer der größten kunststoffproduzierenden Betriebe weltweit werden soll.

## Belastung der Bevölkerung
Hinsichtlich der unterschiedlichsten Krebserkrankungen weist der Bundesstaat Louisiana seit über fünf Jahrzehnten durchweg höhere Inzidenz- und Sterblichkeitsraten als die USA im Ganzen auf. Es wird daher seit geraumer Zeit untersucht, inwieweit die bei der Erdölverarbeitung vor allem in die Luft freigesetzten Karzinogene, die sich auch im Wasser und im Boden ansammeln können, einen „Krebskorridor“ geschaffen haben und noch immer neu schaffen. Die angesiedelten Industrien setzen eine große Vielfalt an chemischen Verbindungen frei, über die es bislang keine ausreichende Übersicht gibt. Die einschlägigen Datenbanken wie etwa das Toxics Release Inventory geben nur teilweise Aufschluss.
Bedingt durch das auf dem Code Napoleon basierende besondere Immobilienrecht Louisianas entstanden die Industriekomplexe in unmittelbarer Nachbarschaft zu bewohnten Gebieten. Deren Bewohner klagen oftmals seit Jahrzehnten über einen Übelkeit erregenden Geruch, der an eine Mischung aus Fotoentwickler, faulen Eiern und Abwasser erinnere, über unerklärliche Wunden an ihren Füßen, die nicht heilen, über ständige Nebenhöhlenentzündungen und über Luft, die nicht nur stinke, sondern die sich auch wie ein klebriger Überzug über alles lege. Nach den Angaben des Hohen Kommissars der Vereinten Nationen für Menschenrechte sind allein im Rahmen des Sunshine-Projekts 14 neue Produktionsanlagen geplant, teilweise in unmittelbarer Nachbarschaft zu Wohnanlagen und Bildungseinrichtungen, darunter auch eine Grundschule.